# الرابطة البرلمانية 1951–52
الرابطة البرلمانية 1951–52 (بالإنجليزية: 1951–52 Isthmian League)‏ هو موسم من دوري إسثميان. فاز فيه Leytonstone F.C. ‏.